# البحر في الثقافة

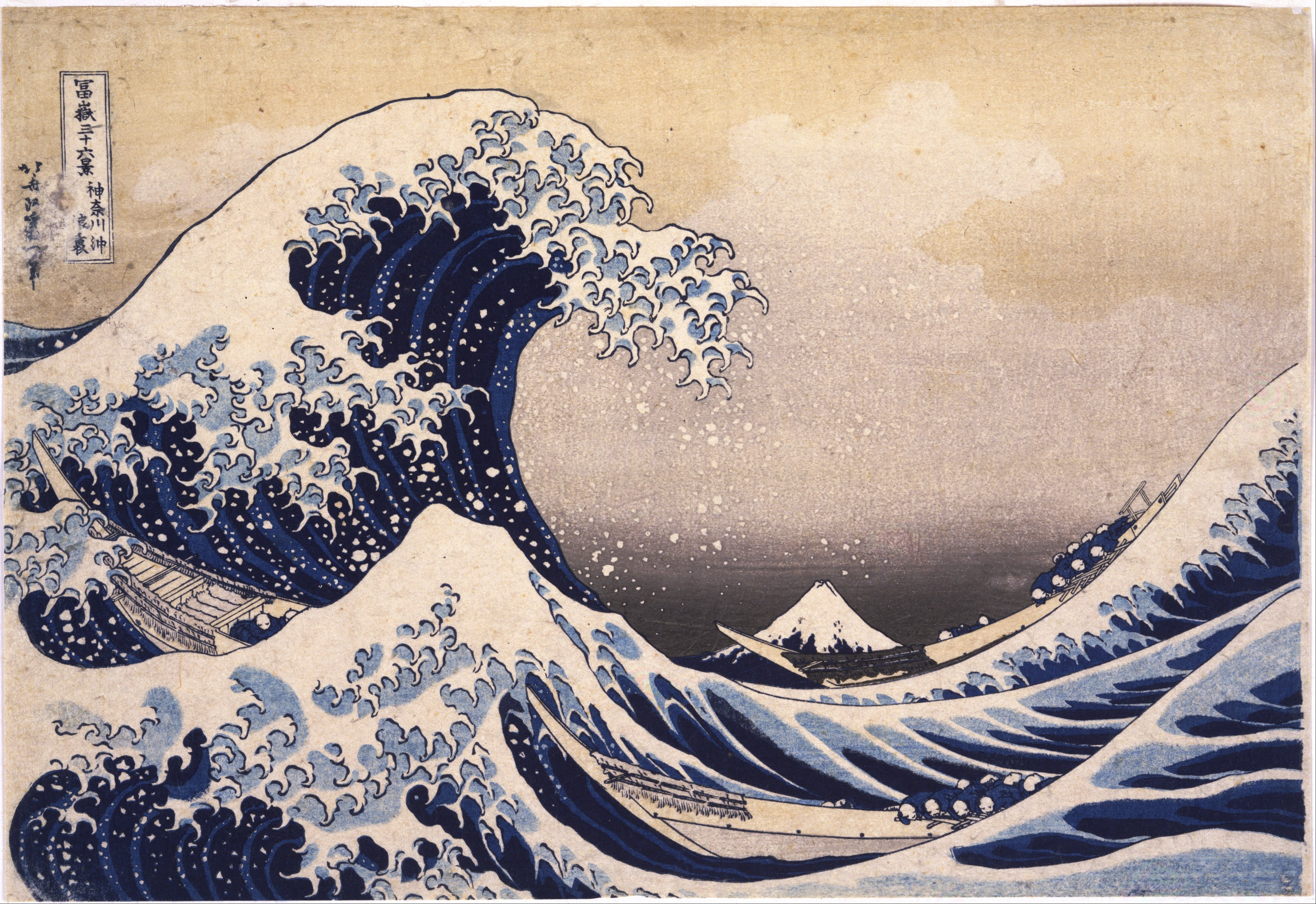
الموجة الكبيرة في كاناغاوا (للفنان هوكوساي، نحور 1830).

اتخذ البحرُ لنفسه مكانًا ومكانة مهمين في ثقافات الشعوب المُختلفة عبر العصور المُتلاحقة. وطالما نظر الإنسان له وعبَّر عنه بصورٍ مُتناقضة، ونُلاحظ ذلك فيما انتهى إلينا من مرويات بشأنه، فتارة نجده ذا بأس وشدةٍ وفي الوقت ذاته يكون في قمة السكون، وتارة يكون جميلًا رائقًا ولكنه خطرٌ ومخيف. وإننا لنجد أنَّ الإنسان قد ضمَّن ملاحظاته الطبيعية وخلجات نفسه وجموح خيالاته وفكره، التي أثارتها رؤية البحر، في كلِّ الصور الفنية التي ابتدعها، مثل: الأدب والفن والشعر والأفلام السينمائية والمسرح والموسيقى الكلاسيكية. ومن أقدم التمثيلات الفنية التي وصلتنا، تمثيل فني لقارب يعود إلى أربعين ألف سنة. ومنذ ذلك الحين، اضطلع الفنانون، من مُختلف البلدان والثقافات بتمثُّلِ البحر في رسوماتهم. أمَّا رمزيًا، فقد رأى الإنسان في البحر أنَّه يُمثل بيئة تُهدد حياته، إذ اعتقد أنَّ مخلوقات خيالية كثيرة تتخذه مسكنًا لها، ومنها: الوحش التوراتي «لوياثان»، ووحش الأساطير اليابانية شبيه القرش «إيسونادي»، ووحش الأساطير الإسكندنافية «الكَركن». ونرى أنَّ البحر يتخذ رمزية أخرى في أعمال الطبيب النفسي كارل يونغ، فهو يرمز عنده إلى اللا وعي الجمعي والفردي في تفسير الأحلام.
صُوِّرَ البحر والسفن في أعمال فنية تتراوح من الرسومات البسيطة على جدران الأكواخ في لامو إلى المشاهد البحرية لجوزيف تيرنر وصولًا إلى الرسم الهولندي في العصر الذهبي. ولقد ابتكر الفنان الياباني كاتسوشيكا هوكوساي مطبوعات فنية ملونة تصور حالات البحر المختلفة، بما في ذلك لوحة الموجة الكبيرة في كاناغاوا. وقد ظهر البحر في الأدب منذ ملحمة هوميروس الأوديسة (القرن الثامن قبل الميلاد). وكان البحر موضوعًا متكررًا في قصائد النوع الشعري المسمى «هايكو» لشاعر فترة إيدو ماتسوو باشو (松尾 芭蕉) (1644–1694).
وكان للبحر دور رئيس في قصيدة هوميروس الملحمية «الأوديسة»، التي تصف الرحلة التي استمرت عشر سنوات للبطل اليوناني أوديسيوس الذي يكافح من أجل العودة إلى الوطن عبر البحر، ويواجه وحوش البحر على طول الطريق. وفي العصور الوسطى، يظهر البحر في الرومانسيات، مثل: سيرة ترستان [الإنجليزية]، مع موضوعات رئيسية، مثل: الجزر الأسطورية، والسفن ذاتية الحركة. وأمَّا الرحلات البحرية الطويلة فهو موضوع شائع في القصص والقصائد مثل كتاب مارغري كيمبي [الإنجليزية]. ومنذ أوائل الحقبة الحديثة المبكرة، استخدمت تجارة الرقيق عبر المحيط الأطلنطي والترحيل الجزائي البحرَ لنقل الناس ضد إرادتهم من قارة إلى أخرى، وغالبا ما يكون ذلك دائمًا، مما خلق أصداء ثقافية قوية، في حين أن الدفن في البحر يمارس بطرق مختلفة منذ الحضارات القديمة في مصر واليونان وروما.
وقد كان للبحر نصيب من الروايات والقصائد الشعرية والموسيقى، فقد كتب كلٌّ من الأديب جوزيف كونراد والروائيان هيرمان ووك وهرمان ملفيل روايات استلهموا البحر فيها. وفي الشعر قصائدٌ كان البحر موضوعها، ومن أبرز الشعراء الذين تناولوا البحر في قصائدهم: صامويل تايلر كولريدج وروديارد كبلينغ وجون ماسفيلد. وقد ألهم البحر الكثير من الموسيقى على مر القرون، ومنها: أغاني النهمة، وأوبرا الهولندي الطائر لريتشارد فاغنر، ومقطوعة لا مير (1903-05) لكلود ديبوسي، وأغاني البحر (1904) وأغاني الأسطول (1910) لتشارلز فيليرز ستانفورد، وصور البحر لإدوارد إلجار (1899)، وسمفونية البحر (1903-1909) لريف فون وليمز.

## الإنسان والبحر
كان للإنسان، في علاقته مع البحر، أحوال وأهوال كثيرة سُطِرَت في كل الوسائل التعبيرية التي ابتكرها، مثل: الأدب والفن والشعر والأفلام السينمائية والمسرح والموسيقى الكلاسيكية، بالإضافة إلى الأسطورية والتفسير النفسي للأحلام. وتتضح أهمية البحر للدول البحرية بحُضوره العفوي الذي يلقي بظلاله على ثقافتها، ولذلك فهو مُتداخل في الأسطورة والسيرة البطولية؛ ومذكور في الأمثال والأغنية الشعبية؛ وحينما تُستخدم السفن في التقدمات النذرية أو القربانية؛ وما له وللسفن من أهمِّيَّة في مراسم التربية الروحية وفي الشعائر الجنائزية؛ وحتَّى في ألعاب الأطفال نراه حاضرًا، وذلك في الألعاب التي على شكل قوارب، وفي رغبة البالغين في صنع مجسمات ونماذج مصغرة للسفن، وأيضًا، عند التجمعات التي تحضر لرؤية إطلاق سفينة جديدة إلى البحر؛ والأشخاص الذين يتجمعون عند وصول أو مغادرة السفينة، بل وفي الموقف العام تجاه الأمور البحرية. وأمَّا التجارة وتبادل الأفكار مع الدول المجاورة، فتُعدُّ إحدى الوسائل التي تتطور بها الحضارات. وقد حدث هذا على نطاق واسع بين الشعوب القديمة التي تعيش في الأراضي المطلة على البحر الأبيض المتوسط، وفي الهند والصين ودول أخرى في جنوب شرق آسيا أيضًا. ويُحتفل باليوم العالمي للمحيطات في 8 يونيو (حزيران) من كل عام.

## التاريخ المُبكر

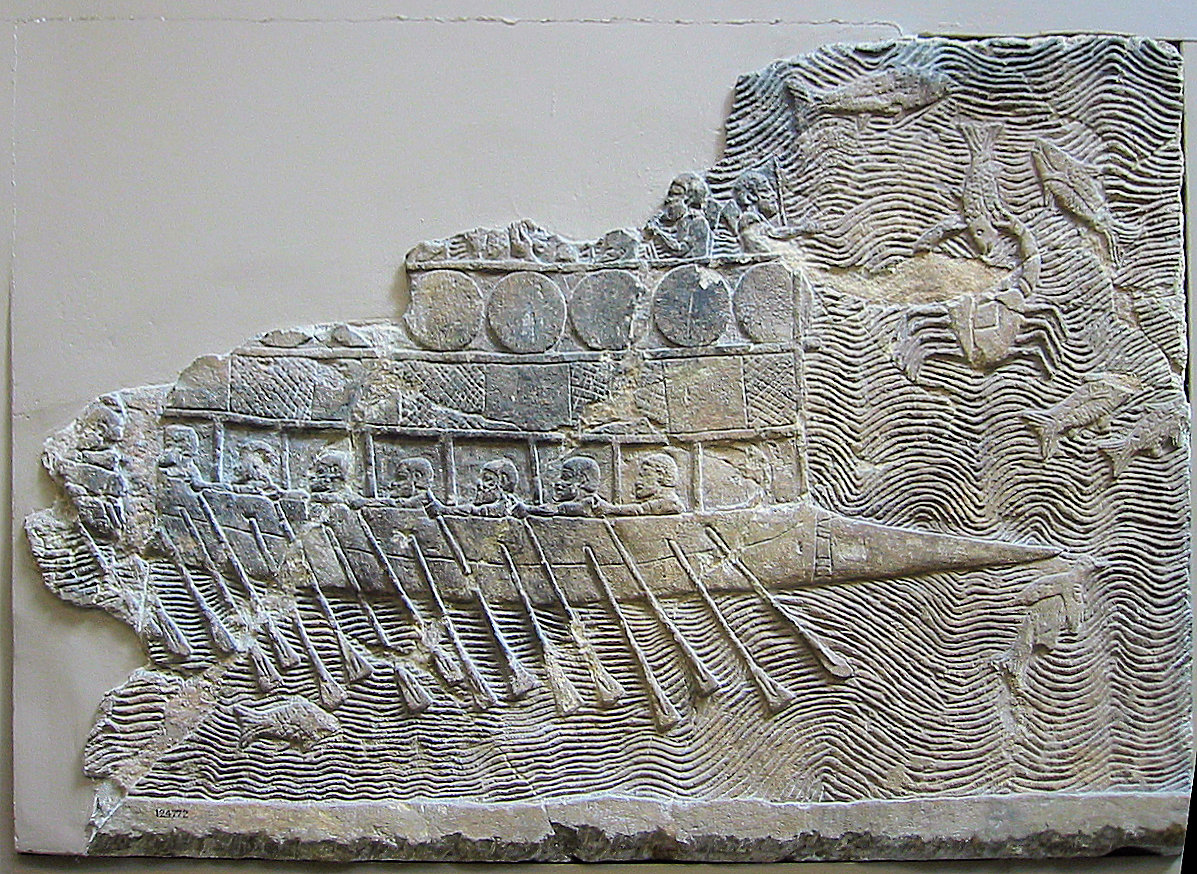
نقش آشوري من عهد سنحاريب، نينوى، نحور 700 قبل الميلاد يظهر الأسماك وسرطان البحر يسبح حول البيريم (سفينة حربية مثل القادس).

تعد نقوش ما قبل التاريخ التي تصور القوارب المصنوعة من البردي من بين الفنون الصخرية التي يعود تاريخها إلى 40,000 عام على شواطئ بحر قزوين. لقد درس جيمس هورنيل الزوارق المائية التقليدية الأصلية ونظر في أهمية «أوكولوس» أو العيون المرسومة على مُقدمة القوارب التي ربما كانت تمثل النظرة الساهرة لإله أو إلهة تحمي السفينة. أمَّا الفايكنج فقد صوَّروا رؤوسا مُرعبةً بفكوك مفتوحة وعيون جاحظة عند القوس ومؤخرة سفنهم الطويلة؛ لدرء الأرواح الشريرة.
وكانت التماثيل الحيزومية على مقدمة السفن الشراعية تُثير في أنفس البحَّارة مشاعر جياشة، وكانوا يعتقدون أنَّ هذه التماثيل تجعل السفينة تهتدي لوجهتها المقصودة. وقد وضع المصريون صورًا لطيور مقدسة على مقدمة سفنهم بينما استخدم الفينيقيون خيولًا تمثل السرعة. واستخدم الإغريق القدماء رؤوس الخنازير لترمز إلى الرؤية الحادة والشراسة بينما كانت القوارب الرومانية غالبًا ما تحمل منحوتة لقائد المئة الذي يمثل الشجاعة في المعركة. وأمَّا في شمال أوروبا، فقد كانت الثعابين والثيران والدلافين والتنانين تستخدم عادة لتزيين مقدمة السفن؛ وبحلول القرن الثالث عشر كانت البجعة تستخدم عادة للدلالة على النعمة الإلهيَّة والتحركيَّة أي التنقل.

## الرمزية والأسطورة والسيرة البطولية

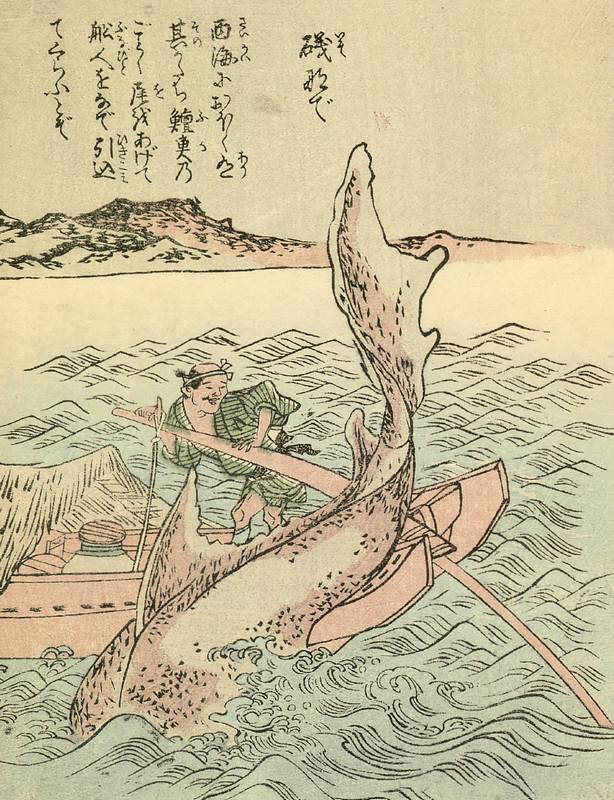
وحش إيسونادي كما هو مُصوَّر في كتاب تاكيهارا شونسن إيهون هياكو مونوغاتاري من عام 1841.

نُظِرَ إلى البحر، من الناحية الرمزية، ولمدة طويلة، على أنَّه يُمثل بيئة معادية وخطيرة تسكنها مخلوقات خيالية مُرعبة، مثل: الوحش التوراتي «لوياثان»، ووحش الأساطير اليابانية شبيه القرش «إيسونادي»، ووحش الأساطير الإسكندنافية «الكَركن» الذي يُغرق السفن بسحبها لأعماق البحر.

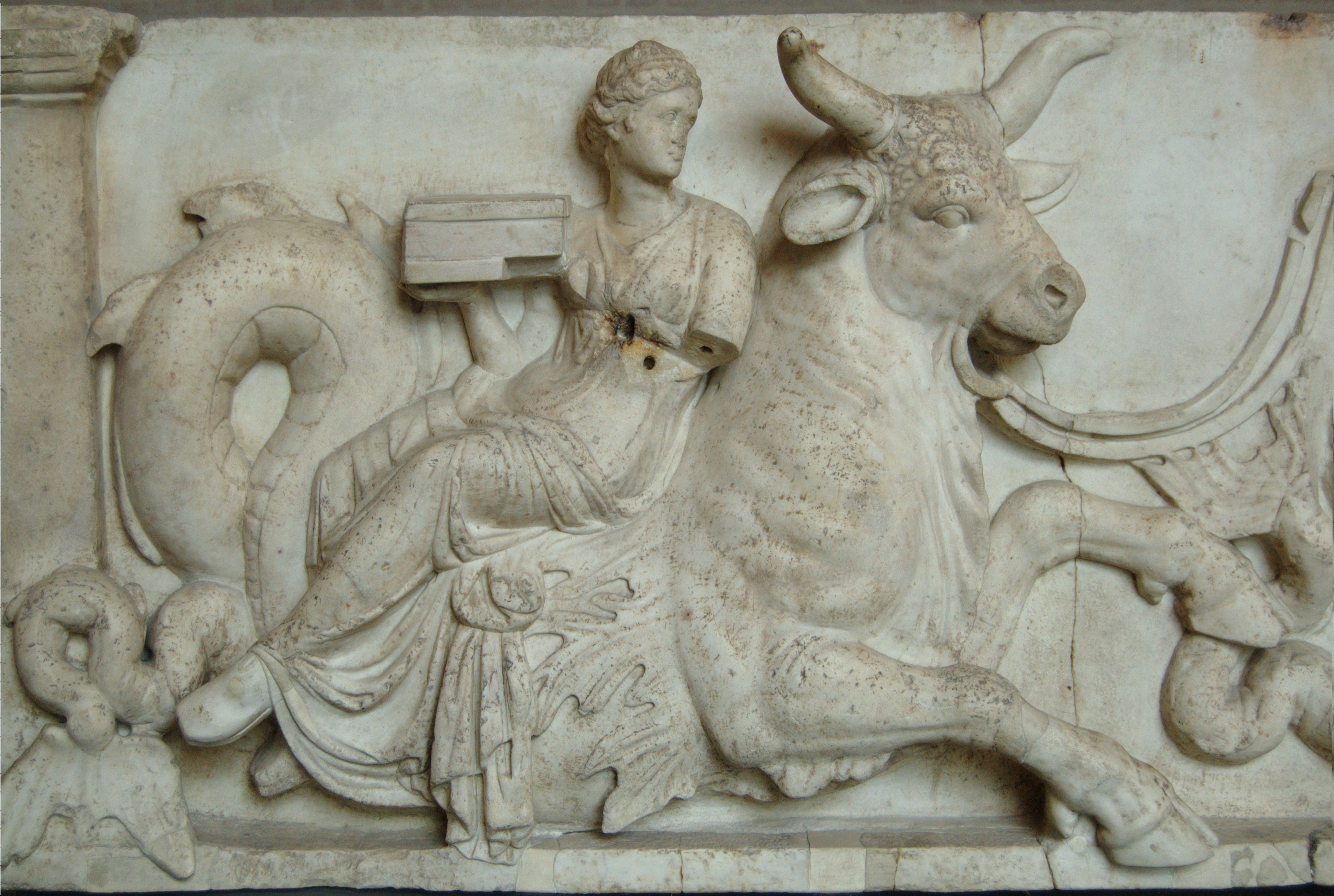
إحدى النيريد تركب ثورًا بحريًا (القرن الثاني قبل الميلاد).

وأمَّا في الأساطير الإغريقية المتعلقة بالبحر، فنجد بانثيون معقد من الآلهة والمخلوقات العجائبية الأخرى. فمن هؤلاء إله البحر «بوسايدون» وصاحبته «أمفِتريت»، وهي إحدى النيريدات (حوريات البحر) الخمسين، وهي ابنة «نيريوس» و«دورس [الإنجليزية]». ولبوسيدون هذا أبناء كثر، يُقال لهم «التريتونيون»، وقد جرى تصويرهم على هيئآت مُتغايرة؛ فتارة صوروا ولهم ذيول أسماكٍ، وأخرى كأفراس البحر. وقد عُدُّوا، إلى جانب النيريدات، من حاشيته. وقد كان البحر الأسطوري مليئًا بالوحوش البحرية الخطيرة، مثل: «سيلا»، المغضوب عليها.
كان بوسيدون نفسه يمتلك طبيعة كطبيعة البحر المُتغيرة، حيث إنَّه لم يكن على رأس البحر فحسب، بل أيضًا الزلازل والعواصف والخيول. وقد شغل نبتون مكانة مماثلة في الأساطير الرومانية.
وهُناك إله بحرٍ يوناني آخر يُقال له «بروتوس»، وهو يُجسِّدُ، على وجه الخصوص، سمة التغير في البحر، حتَّى إنَّ الصفة المشتقة من اسمه «protean» تعني (القابل للتحول أو التبدل أو المُتغير أو المُتقلب)، وهو القادر على اتخاذ أشكال عديدة أو التظاهر بها. وقد وظف شكسبير ميزة هذا الإله في مسرحيته (هنري السادس، الجزء الثالث [الإنجليزية])، حيث نجد أنَّ ريتشارد الثالث ملك إنجلترا يتباهى قائلًا: «وأقدر أن أتلوَّن كالحرباء، وأن أتبادل مع بروتوس السحنة؛ لأحقق ما في صالحي».
أدت أهمية البحر، في جنوب شرق آسيا، إلى ظهور العديد من الأساطير حول رحلات المحيط الملحمية، والأميرات في الجزر النائية، والوحوش والأسماك السحرية الكامنة في الأعماق. وقد كان الملوك، في شمال أوروبا، يحصلون أحيانًا على الدفن في السفن، وذلك عندما تُوضع جثة أحدهم في سفينة محاطة بالكنوز والنفائس الأخرى، وإرسالها على غير هدى في البحر. وأمَّا في أمريكا الشمالية، فإنَّ قصص الخلق المختلفة يُذكر فيها بطة أو مخلوقًا آخر يغوص إلى قاع البحر ويحضر بعض الطين الذي تشكلت منه الأرض الجافة. وكانت أترعتا إلهة سورية تعرف باسم الإلهة حورية البحر، وأمَّا سدنا فهي إلهة البحر والحيوانات البحرية في أساطير الإنويت. وفي الأساطير الإسكندنافية، كان إيجير وزوجته الإلهة رين [الإنجليزية] إلهان للبحر، بينما كان نيورد إله السفر البحري. وكان يُعتقد أنَّه من الأفضل أن تُسترضى الآلهة قبل الانطلاق في رحلة.
ورأى الطبيب النفسي، كارل يونغ، أنَّ البحرَ، في تفسير الأحلام، يرمِزُ إلى اللا وعي الشَّخصيِّ والجَمْعِيِّ. حيث كتب يقول:
«الحلم: يبدأ المشهد على شاطئ البحر؛ حيث يقتحم البحر البرَّ، وتأتي مياهه على كل شيء كالطوفان. وبعد ذلك، يجلس الحالِمُ على جزيرة ما وحيدًا.
التفسير: البحرُ هو رمز للا وعي الجَمْعِي؛ لأنَّ تحت سطحه العاكس تكمن أعماقٌ لا يمكن سبر غورها ويتعذر إدراكها.
مُلاحظة في الهامش: البحرُ هو مكانُ ولادة الرؤى (بمعنًى آخر، هو المكان الذي تداهمه وتجتاحه مُحتويات اللا وعي)».

## البحر في الفن

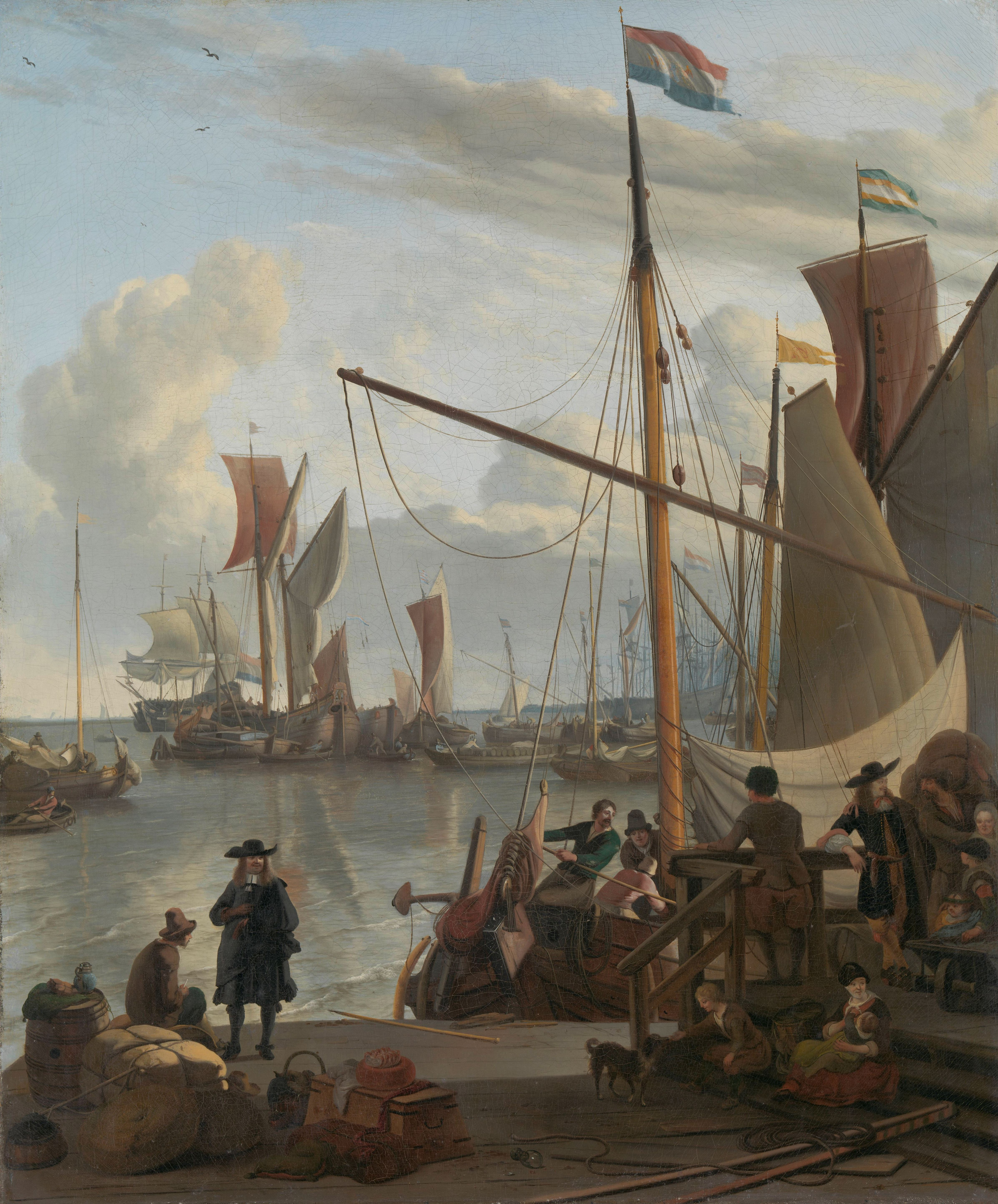
لوحة من فترة الرسم الهولندي في العصر الذهبي للفنان لودولف باخويزن، 1673.

صُوِّرَ البحر والسفن في أعمال فنية تُراوح من الرسومات البسيطة على جدران الأكواخ في لامو إلى المشاهد البحرية لجوزيف تيرنر وصولًا إلى الرسم الهولندي في العصر الذهبي، حيث أصبح هذا النوع الأخير من الفن البحري مهمًا؛ لأنه أبرز، في أعماله، البحرية الهولندية في ذروة مجدها وبراعتها العسكرية. وقد قام فنانون، مثل: يان بورسيليس، وسيمون دي فليجر، وجان فان دي كابيلي، وهندريك دوبلز، وويليم فان دي فيلدي الأكبر وابنه لودولف باكويزن، ورينييه نومز برسم لوحات بحرية في مجموعة واسعة من الأساليب الفنية الإبداعية. ولقد ابتكر الفنان الياباني كتسوشيكا هوكوساي مطبوعات فنية ملونة تصور حالات البحر المزاجية المختلفة، بما في ذلك لوحة الموجة الكبيرة في كاناغاوا. وقد ابتكر الفنان الرومانسي إيفان إفازوفسكي في القرن التاسع عشر نحور 6,000 لوحة، معظمها يُصور البحر.

## البحر في الأدب والأفلام

### العصر القديم
يُظنُّ أنَّ أقدمَ ذكرٍ للبحر في الأدب يرجع إلى فترة الشاعر الإغريقي القديم هومر. حيث وصفه بأنَّه ذو لون نبيذي ومظلم. ومما أتى على ذكره في ملحمته الشهيرة الأوديسة التي كتبها في القرن الثامن قبل الميلاد، الرحلة البحرية التي خاض غمارها البطل الإغريقي أوديسيوس، وما لقيه من معانات ومصاعب أثناء عودته إلى وطنه بعد الحرب على طروادة الموصوفة في الإلياذة. حيث تأخذه رحلة التيه هذه من أرض غريبة وخطيرة إلى أخرى، حيث عانى من بين الأخطار البحرية الأخرى تحطم سفينته، ووحش البحر سيلا، ودوامة كاريبديس وجزيرة أوغيغيا للحورية الجميلة كاليبسو.
روى الجندي زينوفون في كتابه أناباسيس أنَّه شاهد عشرة آلاف جندي إغريقي هائمون على وجوههم ضلوا طريقهم في أرض عدوهم، حيث يمكن مشاهدة البحر الأسود من على جبل ثيتشس، وذلك بعد مشاركتهم في مسيرة قورش الأصغر الفاشلة ضد الإمبراطورية الفارسية في عام 401 قبل الميلاد. ويروي أنه حالما شاهد الجنود البحر صرخوا بملء الفم وبفرح غامر: «ثالتا! ثالتا!، أي البحر! البحر! (باليونانية: Θάλαττα! θάλαττα!)‏». ومن أجل ذلك، فقد أصبحت الصرخة الشهيرة رمزًا للنصر، والحرية الوطنية، والانتصار على المصاعب، وبشكل أكثر رومانسية «توق العودة إلى البحر البدائي».
وكان البحر موضوعًا مُتواتر الورود في قصائد هايكو الشعرية، وخصوصًا، في قصائد الشاعر الياباني الرائد في فترة إيدو ماتسو باشو (باليابانية: 松尾 芭蕉) (1644-1694).
وصف بطليموس، في كتابه «الجغرافية» في نحور عام 150 م، كيف كان المحيط الأطلسي والمحيط الهندي بحرين مُغلقين عظيمين، واعتقد أنَّ السفينة التي تغامر في المحيط الأطلسي ستصل عمَّا قريبٍ إلى بلدان الشرق. وكانت خريطته للعالم المعروف آنذاك دقيقة، ولكن منذ القرن الرابع فصاعدًا، عانت الحضارة من انتكاسة على أيدي الغزاة البرابرة، فانتكست المعرفة الجغرافية. وفي القرن السابع الميلادي، وضع إيزيدور الإشبيلي «الخريطة الدائرية» التي رتب فيها آسيا وأفريقيا وأوروبا مثل الأقسام في شريحة البرتقال، ومفصولة بـ«البحر الأبيض المتوسط» و«نهر النيل» و«تانيس»، ومحاطة بـ«أوقيانوسيا». لم تُستخدَم خرائط بطليموس مرة أخرى حتى القرن الخامس عشر. ثم أتى هنري الملاح البرتغالي وبادر في استكشاف المحيطات والبحوث البحرية. وبتشجيع منه، استكشف الملاحون البرتغاليون الساحل الغربي لأفريقيا وشرق المحيط الأطلسي ورسموه بالتفصيل وبينوا مكانه، ومهدت هذه المعرفة الطريق لرحلات الاستكشاف العظيمة التي أعقبت ذلك.

### العصور الوسطى

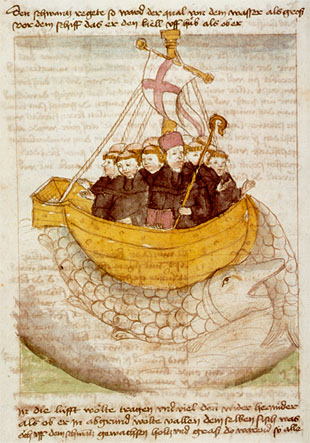
القديس بريندان والحوت. مخطوطة ألمانية، ١٤٦٠

يعرض أدب العصور الوسطى مشاهدًا ومعارضات ومواجهات ثرية مع البحر، حيث نرى ذلك مُجسدًا في رومانسية تريستان [الإنجليزية] الملحمية الشهيرة، وفي الرحلة التي خاضها القديس بريندان أيضًا. ويُقدَّم البحر وله الكلمة الفصل في الخير والشر بل ويقف عائقًا أمام القدر، وذلك في قصيدة القرن الخامس عشر الاتجارية المسماة هجاء السياسة الإنجليزية [الإنجليزية]. وكثيرًا ما تَنسب الرومانسية في العصور الوسطى دورًا بارزًا إلى البحر في مختلف أعمالها الأدبية. ففي رومانسية أبولونيوس الصُّوريِّ [الإنجليزية]، لوحظ أنَّ هذه الرواية القصيرة لها نفس بنية الأوديسة، فهي تنطوي على رحلة بحرية طويلة. ويُظنُّ أنَّها أثَّرت في وليم الرابع ملك المملكة المتحدة، وجيفري تشوسر في حكايته المسماة حكاية رجل القانون [الإنجليزية]. أمَّا الرومانسيات الأخرى، مثل: رومانسية هورن، أو كونتي ديل غرال للشاعر كريتيان دي تروا، أو بارتونوبو دي بلوا أو أسطورة تريستان، فقد وظفت البحرَ كميزة بنيوية ومصدرًا للموتيفات، مثل: عدم وضوح الوجهة في البحر، والجزر الأسطورية، والسفن الهائمة بلا قيادة. وتظهر بعض هذه الموتيفات البحرية في القصص القصيرة للشاعرة ماري دي فرانس.
وكان للبحر نصيب من التأمل الذي صبغ العديد من الأعمال الدينية في هذا العصر. فها هو القديس بريندان يظهر في سيرة حياة كولومبا، حيث يظهر موضوع (الناسك في المحيط)، وهي حكاية منقولة بحراً بالكامل وتشترك في أصلها مع قصة إيمرام الإيرلندية أو حكاية الحج البحري. وللقصيدة الإنجليزية القديمة (البحارة!) خلفية مماثلة. وتتحدث العظات أحيانا عن بحر العالم وسفينة الكنيسة، والتفسيرات الأخلاقية لتحطم السفن وحدوث الفيضانات. وتظهر هذه الموتيفات في سجلات مثل: كرونيكا ماجورا لماثيو الباريسي، وتاريخ آدم البريمني لرؤساء أساقفة هامبورغ-بريمن. العديد من القصائد والقصص الأخرى تتناص مع الكتاب المقدس والتي موضوعها رحلة حج بحرية وغيرها. ولمريم صلوات مرفوعة إليها بوصفها نجمة البحر، حيث ظهرت في أعمال جون غوير.

### الحقبة الحديثة المبكرة

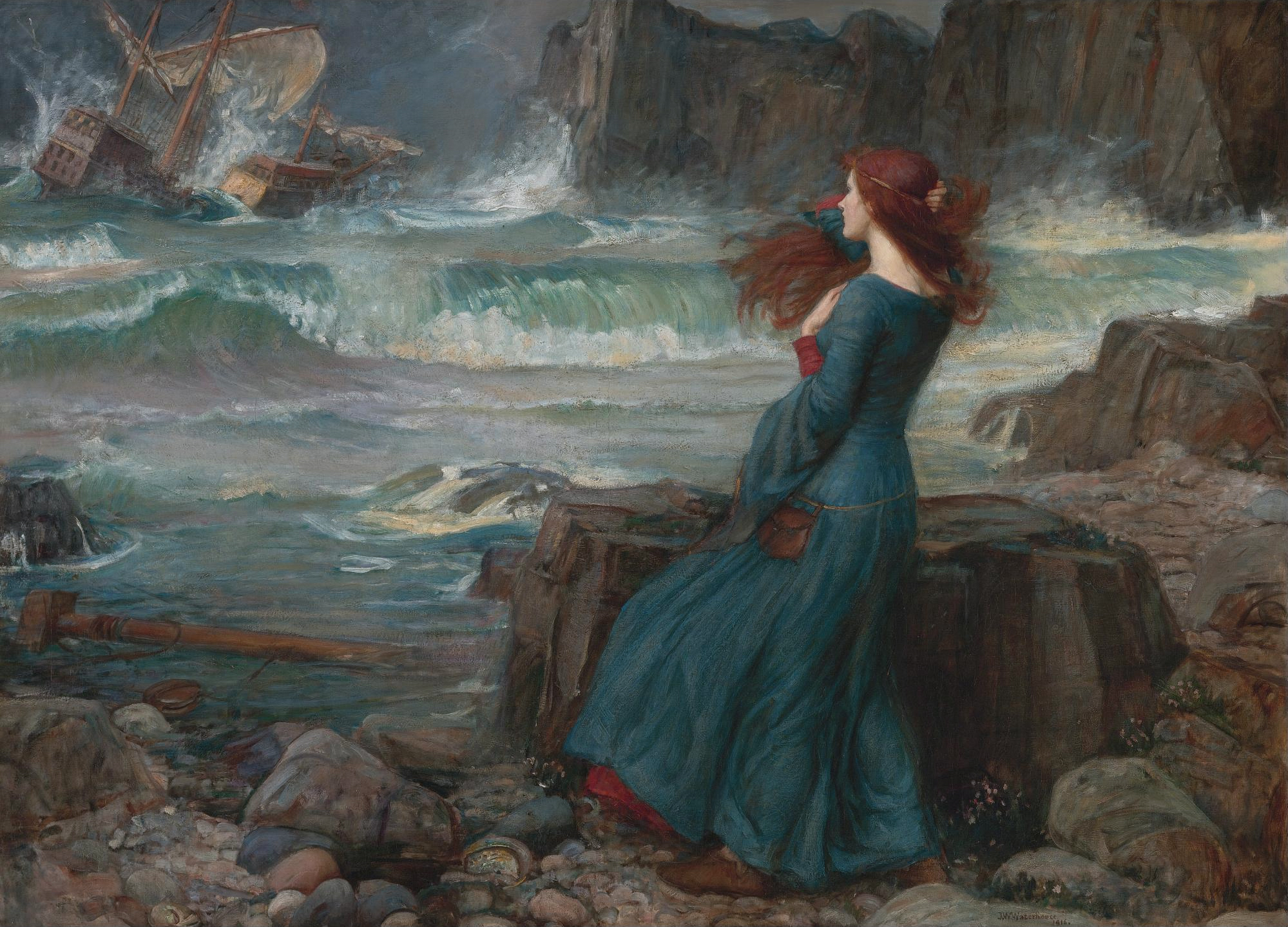
ميراندا على الجزيرة في مسرحية شكسبير العاصفة، بريشة جون وليم ووترهاوس، 1916

كان وليم شكسبير يُكثر من ذكر البحر وما يتصل به بأسلوب فيه نوع من التعقيد. ففي أغنية آرييل في الفصل الأول، المشهد الثاني من مسرحية العاصفة، يصوره بأنه "مثير للذكريات بشكل عجيب"، وهو أمر يشير إلى "تحول عميق". ومن بين المؤلفين المعاصرين الأوائل الآخرين الذين استفادوا من الصلات الثقافية بالبحر جون ميلتون في قصيدته لايسيدس (1637)، وأندرو مارفل في برمودا (1650)، وإدموند والر في كتابه معركة جزر الصيف (1645). ويرى الباحث ستيفن مينتز بأن "المحيطات... تقف حائلا أمام عدوان البشر؛ إذ إنها تعمل بشكل رمزي كأماكن في العالم لا يمكن للأجساد البشرية أن تذهب إليها بأمان. ومن وجهة نظر مينتز، تسبب الاستكشاف الأوروبي للمحيطات في القرن الخامس عشر في تحول في معاني البحر. ففي حين أن الحديقة ترمز إلى التعايش السعيد مع الطبيعة، كانت الحياة مهددة في البحر: فالمحيط يوازن الرعوية البحتة.

### العصر الحديث

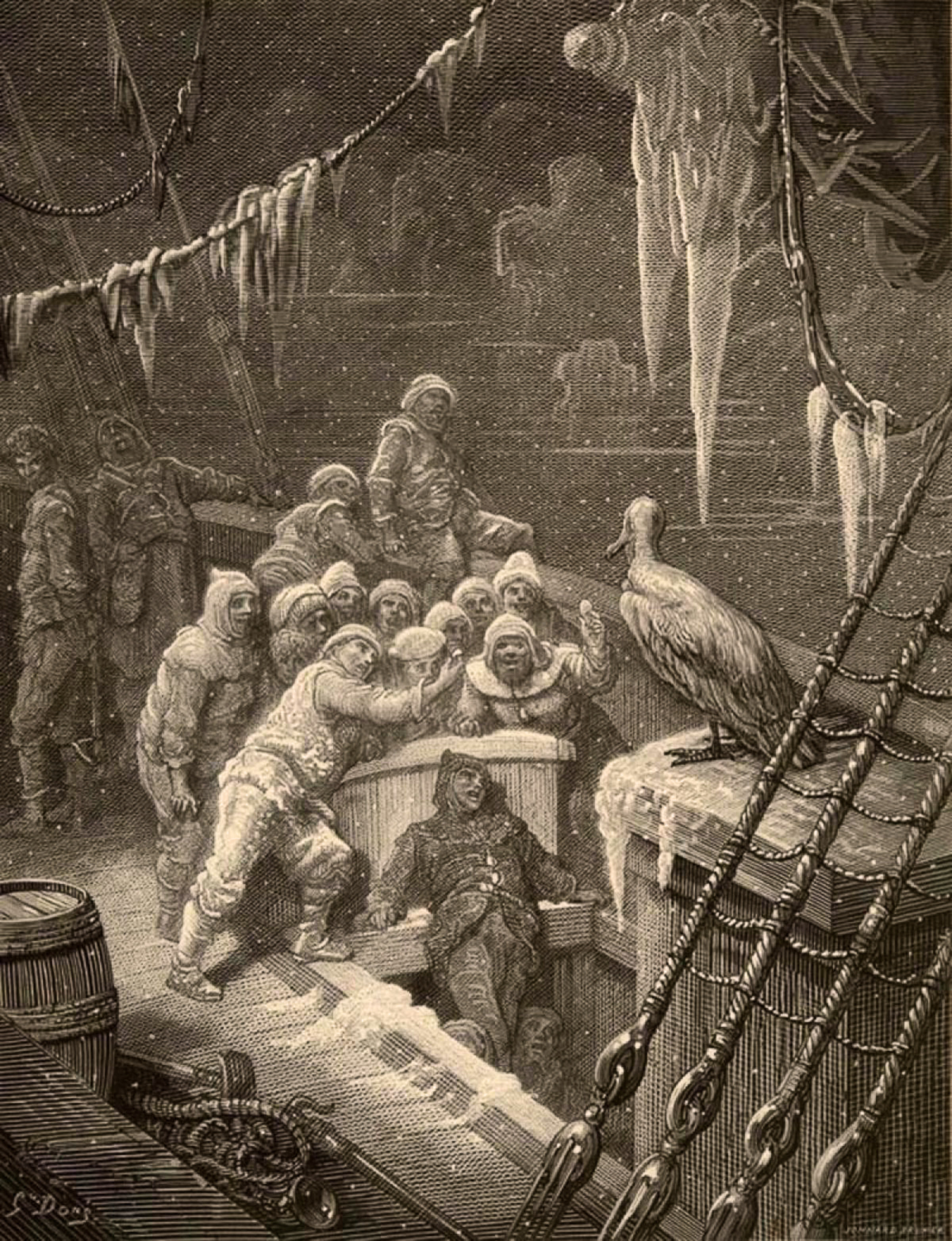
رسمة لغوستاف دوريه من عام 1876 لقصيدة العجوز والبحر، يظهر القطرس.

كتب الروائي جوزيف كونراد، في العصر الحديث، العديد من الكتب التي استلهم فيها البحر، مثل: رواية اللورد جيم، ورواية زنجي النرجس، والتي استند فيها إلى تجربته كقبطان في البحرية التجارية. وكتب الروائي الأمريكي هيرمان ووك في معرض وصفه لتجربة كونراد الفريدة في البحر بأنَّه: "لا أحد قادر على وصف العواصف في البحر مثل كونراد". ومن الروايات البحرية التي فازت بجائزة بوليتزر، رواية "تمرد كين"، وهي أحد أعمال هيرمان ووك، ألَّفها عام 1952. وقد وصف الشاعر جون ماسفيلد رواية موبي ديك لهرمان ملفيل بأنهَّا تعبِّر عن "كل ما للبحر من أسرار".

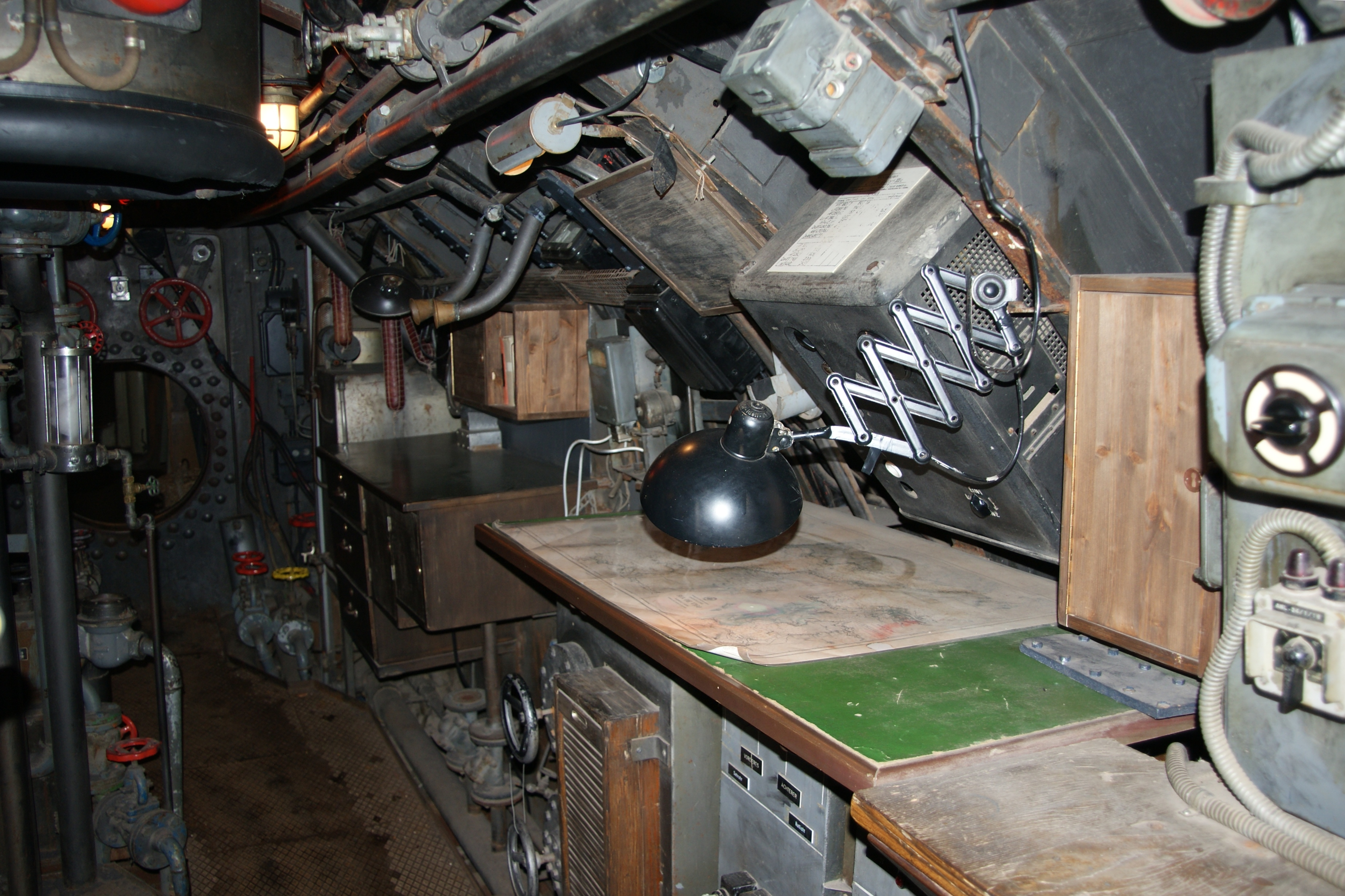
استوديو فيلم بافاريا "القارب".

لعب القطرس، وهو طائر بحري كبير، دورًا مركزيًّا في قصيدة "البحار العجوز" المؤثرة لصموئيل تايلور كولريدج والتي ألفها عام 1798، وهي القصيدة التي أدت بدورها إلى استخدام طائر القطرس كاستعارة للعبء النفسي الذي يبدو وكأنه لعنة. وقد عبر روديارد كيبلينج عن الرغبة في البحر في قصيدة عام 1902 "البحر والتلال"، واستخدم الجناس ليشير إلى صوت البحر وإيقاعاته. وشعر جون ماسفيلد أيضًا بتأثير وجاذبية البحر في كتابه حمَّى البحر، وكتب: 
I must go down to the seas again, to the lonely sea and the sky.
"يجب أن أخوض غمار البحار مرة أخرى، حيث ليس إلَّا البحر الوحيد والسماء". ورأى الأرجنتيني خورخي لويس بورجيس في قصيدة (البحر) عام 1964، أنَّ البحر يجدد العالم باستمرار والأشخاص الذين يفكرون فيه أيضًا، ورأى أنَّ ذلك قريب جدًا من جوهر الإنسان.
اتخذت العديد من الكتب والأفلام ثيمة (الحرب في البحر) موضوعًا لها، وغالبا ما تناولت حوادث حقيقية أو خيالية حدثت في الحرب العالمية الثانية. ففي رواية نيكولاس مونسارات لعام 1951 "البحر القاسي" تتبَّع المؤلف حياة مجموعة من بحارة البحرية الملكية الذين يخوضون معركة الأطلسي خلال الحرب العالمية الثانية. وقد حُولت الرواية إلى فيلم عام 1952 يحمل الاسم نفسه. كتب الروائي هيرمان ووك، في مُراجعته "لأفضل خمسة قصص بحرية"، أن رواية "البحر القاسي" كانت من أكثر الكتب مبيعا وأصبح فيلما ناجحًا من بطولة جاك هوكينز. حيث رأى أنَّ أصالتها لا لبس فيها... إذ إن وصفه -الكاتب- لطاقم السفينة ومشاعر الرعب التي انتابتهم وغيرها جاء مثيرًا بحيث يجعل المتلقي وكأنَّه في البحر حقًا.
استخدم أنتوني أسكويث أسلوبًا وثائقيًا دراميًا في فيلمه "الغوص فجرًا" لعام 1943، بينما جمع نويل كوارد وديفيد لين في فيلمهما "فيما نخدم" لعام 1942 المعلومات مع الدراما، والفيلمان موضوعهما مرتبط بالبحر. أمَّا بات جاكسون فقد استخدم في وثائقيه "الأساليب الغربية " لعام 1944، وبشكل غير عادي في ذلك الوقت، التصوير بالألوان، وكان التصوير في طقس البحر القاسي وأحيانًا في المعركة. وفي فيلم مايكل باول وإيمريك بريسبرغر المسمى "معركة نهر بلايت" حكاية البطولة الفريدة لعام 1956، تُروى فيه حكاية إغراق الطراد الألماني الأدميرال جراف شبي. وأمَّا في الفيلم الحربي "تورا! تورا! تورا!" لعام 1970 الذي كلف 22 مليون دولار، فقد استعرض كل من ريتشارد فليشر، وتوشيو ماسودا، كينجي فوكاساكو، معايير الدبلوماسية المزدوجة والعمل الاستخباراتي المُخجل. وفي فيلم "الربان والقائد: الجانب البعيد عن الوطن" المبني على سلسلة روايات باتريك أوبراين، يُصور فيه المخرج بيتر وير حقبة سابقة من الحرب البحرية في عصر الشراع.
تشكل أفلام الغواصات مثل فيلم روبرت وايز لعام 1958 "التحمل بصمت وشدة" نوعا فرعيا مميزا من أفلام الحرب، وفيه تُصوَّر الضغوط الناجمة عن حرب الغواصات. يستخدم هذا النوع الموسيقى التصويريةاستخدامًا مميزًا، والتي تخلق تأثيرًا عاطفيًا ودراميًا ناجم عن الصراع تحت سطح البحر. وعلى سبيل المثال، ففي فيلم "القارب" لعام 1981، تضمن بالإضافة إلى دراما المطاردة الطويلة، أصوات انفجارات لقذائف الأعماق وصوت السونار المتكرر، بالإضافة إلى أصوات مروحة المدمرة المُقلق وصوت طربيد يقترب، بحيث تشاركت كلها في خلق موسيقى تصويرية درامية.

## البحر في الموسيقى
كان عمل البحار شاقًا في أيام الإبحار. لذلك، كان العديد من البحارة خارج أوقات العمل يعزفون على الآلات الموسيقية أو ينضمون في انسجام تام لغناء الأغاني الشعبية (الفولك)، مثل قصيدة حورية البحر التي تعود إلى منتصف القرن الثامن عشر، وهي أغنية تعبر عن خرافة شائعة بين البحارة، ومفادها بأنَّ رؤية حورية البحر يعني أنَّ هناك حطام لسفينة ما. كان أثناء العمل العديد من المهام الروتينية، مثل إدارة الرحوية لرفع المرساة والنزول على الحبال لرفع وخفض الأشرعة. ولمزامنة جهود الطاقم، جرى غناء النهمة، حيث أدى المغني الرئيسي الشعر وانضم البحارة في الجوقة. وحدث في البحرية الملكية في زمن نيلسون، أن حظرت أغاني العمل هذه، لتُستبدل بنوتات موسيقية لآلة الفايف (شبيه الناي) أو الكمان، أو ترديد الأرقام.
لطالما أنزل البحرُ وحيه على قلوب المُرهفين فتتفجر من وجدانهم موسيقى مُلهِمة ورائقة. فها أنت ترى في عُمان فُنون البحر المُختلفة تُعزفُ على مُختلف الآلات المُوسيقية في فرق مُنظمة. من هذه الآلات: طبل الكاسر، والرحماني، وطبل المسندو، وآلة شبيهة بالصنج، وطبل ينصب على الأرض، وآلة تشبه مزمار القربة. ولديهم مقطوعة تُعزف أثناء تجديد جلفطة السفن الخشبية، وتُدعى "شوباني الخليج".
ذكر ريتشارد فاغنر أن أوبراه "الهولندي الطائر" من عام 1843 كانت مستوحاة من عبور البحر الذي لا يُنسى من ريغا إلى لندن، حيث تأخرت سفينته في الخلل أو المضائق النرويجية في تفيدستراند لمدة أسبوعين بسبب العواصف. ويستحضر عمل الملحن الفرنسي كلود ديبوسي 1903-1905 المُسمى "La mer" (أي البحر)، الذي تم في إيستبورن على ساحل القناة الإنجليزية، البحر مع "العديد من الصور التمثيلية المائية". وتشمل الأعمال الأخرى التي أُلِّفت في هذا الوقت تقريبًا أغاني البحر لتشارلز فيليرز ستانفورد (1904) وأغاني الأسطول (1910)، وصور البحر لإدوارد إلغار (1899) والعمل الكورالي لرالف فوجان وليمز، سمفونية البحر (1903-1909). وقد كتب الملحن الإنجليزي فرانك بريدج مجموعة أوركسترا تسمى البحر في عام 1911، والتي اكتملت أيضًا في إيستبورن. وأربعة فواصل بحرية (1945) هي مجموعة أوركسترا من تأليف بنيامين بريتن والتي تشكل جزءًا من أوبراه بيتر غرايمز.

## حمولة بشرية

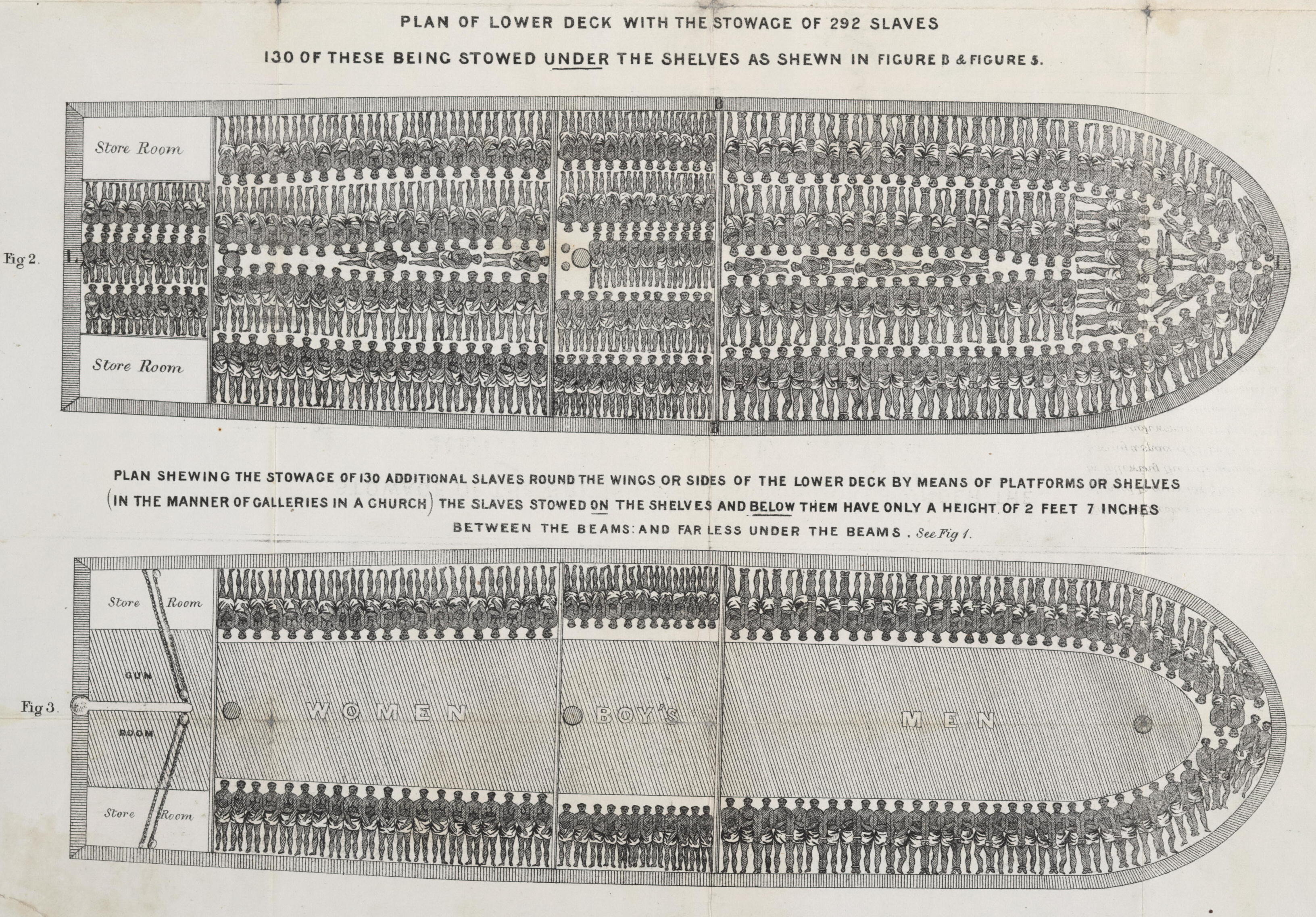
خطة تخزين البضائع البشرية على متن سفينة بريطانية في تجارة الرقيق عبر المحيط الأطلسي، 1788

لقد ذهب البشر إلى البحر أيضًا لغرض محدد هو نقل وترحيل أشخاص آخرين. وقد شمل ذلك النقل أو الترحيل الجزائي، مثلما كان يحدث من بريطانيا إلى أستراليا؛ وتجارة الرقيق، بما في ذلك تجارة الرقيق عبر الأطلسي بعد عام 1600 من إفريقيا إلى الأمريكتين؛ والممارسة القديمة للدفن في البحر.

### الترحيل الجزائي
منذ نحو عام 1600 حتى حرب الاستقلال الأمريكية، نُقل المحكوم عليهم بالنفي، غالبًا بسبب جرائم بسيطة، إلى أمريكا؛ وبعد ذلك، نُقل هؤلاء المحكوم عليهم إلى نيو ساوث ويلز، التي تُعرف الآن بأستراليا. نحو 20% من الأستراليين المعاصرين هم من نسل المحكوم عليهم المنقولين. وقد ألهمت فترة المحكومين الروايات والأفلام والأعمال الثقافية الأخرى، ولعبت دورًا كبيرًا في تشكيل الطابع الوطني لأستراليا.

### تجارة العبيد عبر الأطلسي

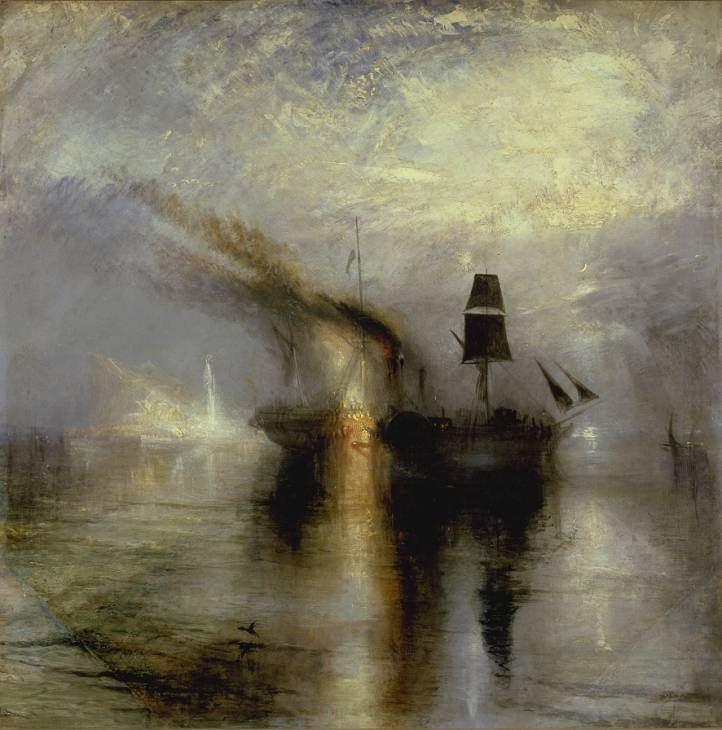
عرض الرسام الإنجليزي جوزيف تيرنر لوحته الزيتية "السلام - الدفن في البحر" عام 1842.

في تجارة الرقيق عبر الأطلسي، نُقِل المستعبدين، ومعظمهم من وسط وغرب إفريقيا وعادة ما باعهم الأفارقةُ الغربيون إلى تجار الرقيق الأوروبيين، عبر البحر، بشكل رئيسي إلى الأمريكتين. استخدمت تجارة الرقيق بانتظام مسار التجارة الثلاثي من أوروبا (بالبضائع المصنعة) إلى غرب إفريقيا ومن ثم إلى الأمريكتين (بالعبيد)، ثم العودة إلى أوروبا (بسلع مثل السكر). اعتمدت اقتصادات جنوب الأطلسي والكاريبي على إمدادات مستقرة من العمالة للزراعة وتصنيع البضائع لبيعها في أوروبا، وفي المقابل اعتمد الاقتصاد الأوروبي على أرباح هذه التجارة كثيرًا. وصل نحو 12 مليون أفريقي إلى الأمريكتين، ومات الكثيرون خلال الرحلة، مما أثر على ثقافة الأمريكتين كثيرًا.

### الدفن في البحر
لقد دَفن شعوب دول حول العالم الجثث الكاملة أو المحترقة في البحر منذ العصور القديمة، مع تسجيل حالات من الحضارات القديمة في مصر واليونان وروما. تختلف الممارسات باختلاف البلدان والأديان؛ على سبيل المثال، تسمح الولايات المتحدة بدفن الرفات البشرية في البحر على بعد 3 أميال بحرية على الأقل من اليابسة، وإذا كانت الرفات غير محترقة يجب أن يكون عمق المياه 600 قدم على الأقل. بينما في الإسلام، يُسمح بدفن المتوفى في البحر عن طريق إنزال جثة المتوفى داخل وعاء من الطين عندما يموت الشخص على متن السفينة.

### فهرس الإحالات
مصادر أولية
1. ↑  "أيوب 41: 1-34".

المنشورات
1. 1 2  Stow (2004), p. 8.
2. ↑  Stow (2004), p. 10.
3. 1 2  Westerdahl (1994), p. 265–270.
4. ↑  Diamond (2006), p. 14.
5. 1 2  Cotterell (1999), p. 206–208.
6. ↑  Prins (1970), p. 327–339.
7. ↑  Jardine (1839), vol. 8, p. 327–336.
8. ↑  Kerenyi (1974), p. 40–37.
9. ↑  Cotterell (1999), p. 54.
10. ↑  Shakespeare (1923), chapt. Act III, Scene ii.
11. ↑  Cotterell (1999), p. 127.
12. ↑  Cotterell (1999), p. 272.
13. ↑  Cotterell (1999), p. 132–134.
14. ↑  Cotterell (1999), p. 7–9.
15. ↑  Lindow (2002), p. 241–243.
16. ↑  Jung (1985), p. 122–192.
17. 1 2 3  Slive (1995), p. 213–216.
18. ↑  Homer (2003), p. xi.
19. ↑  Zaborowski (2005).
20. ↑  Xenophon (2009), p. 12–13.
21. ↑  Russell (1963), p. 6–8.
22. ↑  Poole (2001), p. 201–212.
23. ↑  Mentz (2009), p. 997–1013.
24. ↑  Najder (2007), p. 187.
25. ↑  Van Doren (1921), p. Chapter 3. Romances of Adventure. Section 2.
26. ↑  Lasky (1992), p. 44–46.
27. ↑  Kipling (1925), p. 56.
28. ↑  Monsarrat (1951).
29. ↑  Koldau (2010), p. 18–30.
30. ↑  Potter (2003), p. 149.
31. ↑  Mannix (1962), p. Introduction–1–5.
32. ↑  Segal (1995), p. 4.
33. ↑  Eltis (1997), p. 95.

مواقع الويب
1. ↑  Molly Podlesny (8 Jun 2016). "World Oceans Day: Why June 8 is an important day for our planet". USA Today (بالإنجليزية). Archived from the original on 2020-10-24. Retrieved 2024-07-07.
2. ↑  "Gobustan Rock Art Cultural Landscape". UNESCO (بالإنجليزية). Archived from the original on 2022-08-01. Retrieved 2024-07-07.
3. ↑  "Ship's figurehead: Provincial Roman or Germanic, late 4th-5th century AD From the River Schelde near Appels, Oost Vlaanderen, Belgium". British Museum (بالإنجليزية). Archived from the original on 108-10-2015. Retrieved 16-08-2013. {{استشهاد ويب}}: تحقق من التاريخ في: |تاريخ أرشيف= (help)
4. ↑  "Ship's figureheads: The embodiment of the ship's spirit". Royal Naval Museum Library (بالإنجليزية). 2000. Archived from the original on 2015-04-02. Retrieved 2013-08-16.
5. ↑  "Nereides". Theoi Project (بالإنجليزية). Archived from the original on 2021-10-29. Retrieved 2024-09-07.
6. ↑  "Tritones". Theoi Project (بالإنجليزية). Archived from the original on 2022-06-15. Retrieved 2024-09-07.
7. ↑  "Ivan Aivazovsky (1817–1900)". Tufts University (بالإنجليزية). Archived from the original on 2014-03-19. Retrieved 2014-03-19.
8. ↑  Xenophon (13 Aug 2008). ":Anabasis  Book 4, Chapter 7". Gutenberg.org (بالإنجليزية). Translated by Dakyns, H. G. Archived from the original on 2022-10-11. Retrieved 2024-07-10.
9. ↑  Basho, Matsuo. "A Selection of Matsuo Basho's Haiku". Greenleaf (بالإنجليزية). Archived from the original on 2011-03-03. Retrieved 2013-04-27.
10. 1 2  Herman Wouk (30 Nov 2012). "Herman Wouk: on nautical yarns". The Wall Street Journal (بالإنجليزية). Archived from the original on 2023-02-11. Retrieved 2024-07-10.
11. ↑  "The Caine Mutiny". Pulitzer Prize First Edition Guide (بالإنجليزية). Archived from the original on 2022-09-26. Retrieved 2024-07-11.
12. ↑  Masefield, John. "Sea Fever". Salt-water Balads (بالإنجليزية). Archived from the original on 2023-02-19. Retrieved 2024-07-11.
13. ↑  Freddie Gaffney. "Cruel Sea, The (1952)". British Film Institute (بالإنجليزية). Archived from the original on 2023-02-11. Retrieved 2024-07-11.
14. 1 2  David Parkinson (28 Oct 2014). "10 great battleship and war-at-sea films". British Film Institute (بالإنجليزية). Archived from the original on 2022-11-04. Retrieved 2024-07-11.
15. ↑  Lesley Nelson. "The Mermaid". Contemplator's Folk Music Site (بالإنجليزية). Archived from the original on 2023-02-27. Retrieved 2024-07-11.
16. ↑  Lesley Nelson. "Sea shanties". the Contemplator's Folk Music Site (بالإنجليزية). Archived from the original on 2023-03-13. Retrieved 2024-07-11.
17. ↑  "Life at sea in the age of sail". Royal Greenwich Museum (بالإنجليزية). 1 Feb 2000. Archived from the original on 2023-02-27. Retrieved 2024-07-11.
18. ↑  Rolf Killius (Director) (17 Oct 2014). Galfat Shobani - Sea music from Oman. Youtube (Documentary film) (بالإنجليزية). Qatar Digital Library. Archived from the original on 2024-07-01.
19. ↑  Richard Wagner (1844). "Der fliegende Holländer, WWV 63" (بالإنجليزية). International Music Score Library Project. Archived from the original on 2023-07-19. Retrieved 2024-07-11.
20. ↑  Richard Wagner. "An Autobiographical Sketch". The Wagner Library (بالإنجليزية). Translated by William Ashton Ellis. Archived from the original on 2019-04-08. Retrieved 2013-04-24.
21. ↑  Frank Bridge (1920). "The Sea, H. 100". nternational Music Score Library Project (بالإنجليزية). Archived from the original on 2017-11-01. Retrieved 2024-11-07.
22. ↑  "Criminal transportation". The National Archives (UK) (بالإنجليزية). The National Archives. Archived from the original on 2024-06-15. Retrieved 2024-07-11.
23. ↑  "Why were convicts transported to Australia?". Sydney Living Museums (بالإنجليزية). 15 Mar 2022. Archived from the original on 2024-06-22. Retrieved 2024-07-12.
24. ↑  "Online records highlight Australia's convict past". ABC News (بالإنجليزية). 25 Jul 2007. Archived from the original on 2016-08-06. Retrieved 2024-07-12.
25. ↑  John Hirst (1 Jul 2008). "An Oddity From the Start: Convicts and National Character". The Monthly (بالإنجليزية). Archived from the original on 2016-06-11. Retrieved 2024-07-12.
26. ↑  "Joseph Mallord William Turner: Peace - Burial at Sea (exhibited 1842)". Tate gallery (بالإنجليزية). Feb 2010. Archived from the original on 2012-12-24. Retrieved 2024-07-12.
27. ↑  "Burials at Sea". U. S. Environmental Protection Agency (بالإنجليزية). Archived from the original on 2013-09-12. Retrieved 2024-07-12.
28. ↑  "Rules About Burial of the Dead Body". Ahlul Bayt Digital Islamic Library Project. مؤرشف من الأصل في 2012-07-23. اطلع عليه بتاريخ 2013-09-12.

### معلومات المراجع
الكتب
- Flinders Petrie (Unknown), Hutchinson's story of the nations: Containing the Egyptians, the Chinese, India, the Babylonian nation, the Hittites, the Assyrians, the Phoenicians and the Carthaginians, the Phrygians, the Lydians, and other nations of Asia Minor (بالإنجليزية), London: Hutchinson, OCLC:697794414, QID:Q127229600 {{استشهاد}}: تحقق من التاريخ في: |publication-date= (help)
- Lizars, W. H.; Jardine, William, Sir; Smith, Charles Hamilton; Stewart, James (1833), The naturalist's library (بالإنجليزية), Edinburgh: W. H. Lizars, DOI:10.5962/BHL.TITLE.17346, OCLC:19033776, QID:Q51424272{{استشهاد}}:  صيانة الاستشهاد: أسماء متعددة: قائمة المؤلفين (link)
- Carl Clinton Van Doren (1921), The American Novel (بالإنجليزية), New York City: Macmillan Inc., OCLC:687575, QID:Q19077951
- William Shakespeare (1923), Tucker Brooke (ed.), The Third Part of King Henry the Sixth, The Yale Shakespeare (بالإنجليزية), New Haven: Yale University Press, LCCN:23018025, OCLC:1414025348, OL:6659114M, QID:Q60319050
- Rudyard Kipling (1925), A choice of songs (بالإنجليزية), New York City: Doubleday, OCLC:76966687, QID:Q127256270
- Nicholas Monsarrat (1951). The cruel sea (بالإنجليزية) (1st ed.). New York City: Alfred A. Knopf. ISBN:978-1-58080-046-4. OCLC:367107. QID:Q127273210.
- Daniel P. Mannix (1962). Black Cargoes: A History of the Atlantic Slave Trade 1518–1865 (بالإنجليزية). New York City: Viking Press. ISBN:978-0-670-17124-8. OCLC:965003. QID:Q126939779.
- Frederick Stratten Russell; Maurice Yonge (1963), The seas: Our knowledge of life in the sea and how it is gained (بالإنجليزية), London: Frederick Warne & Co, OCLC:314708971, QID:Q127256231
- Károly Kerényi (1974). The gods of the Greeks. Myth and man (بالإنجليزية). Translated by Norman Cameron. London: Thames & Hudson. ISBN:978-0-500-27048-6. OCLC:1929534. QID:Q127173915.
- Carl Jung (1985). Dreams. ARK paperbacks (بالإنجليزية). Translated by Richard Francis Carrington Hull. London: Ark. ISBN:978-0-7448-0032-6. OCLC:924748689. QID:Q127215562.
- Jonathan Raban, ed. (1992). The Oxford book of the sea (بالإنجليزية). Oxford: Oxford University Press. ISBN:978-0-19-214197-2. OCLC:24142302. QID:Q127273100.
- Ronald Segal (1995). The black diaspora: Five Centuries of the Black Experience Outside Africa (بالإنجليزية). New York City: Farrar, Straus and Giroux. ISBN:978-0-374-11396-4. OCLC:32132477. QID:Q127273248.
- Seymour Slive (1995). Dutch Painting 1600-1800. Pelican history of art (بالإنجليزية). New Haven: Yale University Press. ISBN:978-0-300-07451-2. OCLC:60148998. QID:Q127222602.
- David Eltis (1997), The Numbers Game: direction, ethnicity, and mortality in the transatlantic slave trade (بالإنجليزية), London: Frank Cass & Co., OCLC:36767914, QID:Q127324579
- Arthur Cotterell, ed. (1999). World mythology. A Parragon micropedia (بالإنجليزية). Bath: Parragon. ISBN:978-0-7525-3037-6. OCLC:41833088. QID:Q127165295.
- John Lindow (2002). Norse Mythology: A Guide to Gods, Heroes, Rituals, and Beliefs (بالإنجليزية). Oxford: Oxford University Press. ISBN:978-0-19-803499-5. OCLC:646787715. QID:Q127211060.
- Homer (2003). The Odyssey. Penguin Classics (بالإنجليزية). Translated by E. V. Rieu; D. C. H. Rieu. London: Penguin Books. ISBN:978-0-14-044911-2. LCCN:2003269463. OCLC:50937730. QID:Q127230258.{{استشهاد بكتاب}}:  صيانة الاستشهاد: ref duplicates default (link)
- Dorrik Stow (2004). Encyclopedia of the oceans (بالإنجليزية). Oxford: Oxford University Press. ISBN:978-0-19-860687-1. OCLC:53393207. QID:Q127165253.
- Jared Diamond (2005). Collapse: how societies choose to fail or to succeed (بالإنجليزية). London: Allen Lane. ISBN:978-0-7139-9286-1. OCLC:1126392777. QID:Q127165262.
- Zdzisław Najder (2007). Joseph Conrad: A Life (بالإنجليزية). Translated by Halina Carroll-Najder. New York City: Camden House Publishing. ISBN:978-1-57113-347-2. OCLC:76183315. QID:Q127238803.

الدوريات المُحكَّمة
- A. H.J. Prins (1970). "Maritime art in an islamic context: oculus and therion in lamu ships". The Mariner's Mirror (بالإنجليزية). 56 (3): 327–339. DOI:10.1080/00253359.1970.10658550. ISSN:0025-3359. OCLC:4959812700. QID:Q56802503.
- Edward D. Lasky (1992). "A Modern Day Albatross: The Valdez and Some of Life's Other Spills". English Journal (بالإنجليزية). 81 (3): 44. DOI:10.2307/820195. ISSN:0013-8274. JSTOR:820195. OCLC:425211915. QID:Q54046554.
- Christer Westerdahl (1994). "Maritime cultures and ship types: brief comments on the significance of maritime archaeology". International Journal of Nautical Archaeology (بالإنجليزية). 23 (4): 265–270. DOI:10.1111/J.1095-9270.1994.TB00471.X. ISSN:1057-2414. OCLC:4934249082. QID:Q55950928.
- William Poole (2001). "All At Sea: Water, Syntax, and Character Dissolution in Shakespeare". Shakespeare Survey (بالإنجليزية). 54: 201–212. DOI:10.1017/CCOL0521803411.018. ISSN:0080-9152. OCLC:7334178153. QID:Q127329079.
- Caroline Potter (2003). "Debussy and Nature". The Cambridge companion to Debussy. Cambridge companions to music (بالإنجليزية): 137–151. ISBN:978-0-521-65478-4. QID:Q127327410.
- Robert Zaborowski (2005). "The Plot of Homer's Odyssey". Bryn Mawr Classical Review (بالإنجليزية). ISSN:1055-7660. QID:Q127328353.
- Steven Mentz (2009). "Toward a Blue Cultural Studies: The Sea, Maritime Culture, and Early Modern English Literature". Literature Compass (بالإنجليزية). 6 (5): 997–1013. DOI:10.1111/J.1741-4113.2009.00655.X. ISSN:1741-4113. OCLC:5154539294. QID:Q56802508.
- Linda Maria Koldau (2010). "Sound effects as a genre-defining factor in submarine films". MedieKultur: Journal of Media and Communication Research (بالإنجليزية). 26 (48): 18–30. DOI:10.7146/MEDIEKULTUR.V26I48.2117. ISSN:1901-9726. OCLC:7179959845. QID:Q127163089.

## وصلات خارجية
- National Maritime Museum (Greenwich)
- Lecture: The Global Ocean and Human Culture: John Delaney. University of Washington, 2014
- NOAA: National Cultures and the Maritime Heritage Program